# アルザス＝ロレーヌ共和国

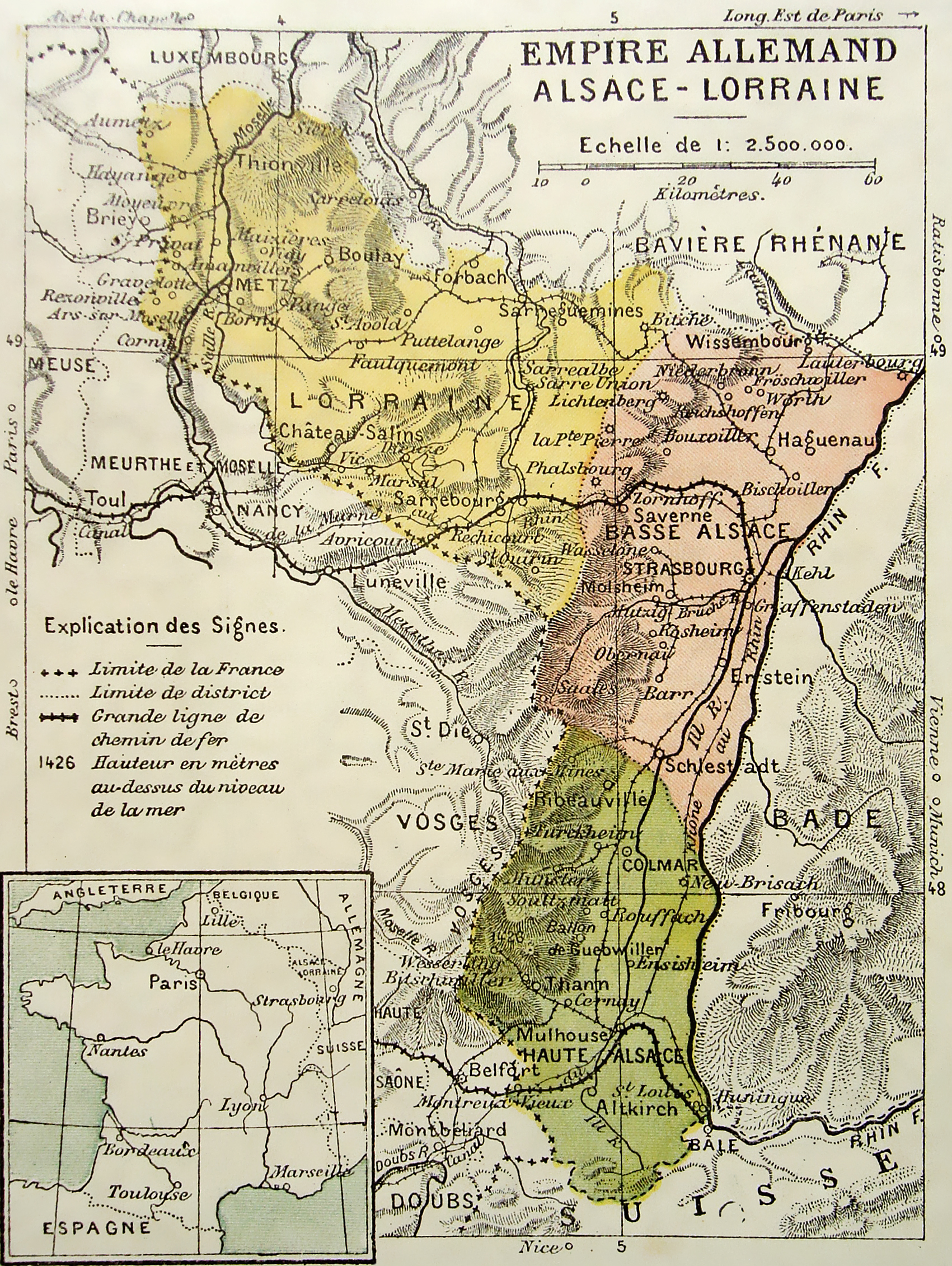
エルザス＝ロートリンゲン

アルザス＝ロレーヌ共和国
Republik Elsaß-Lothringen (ドイツ語)
République d'Alsace-Lorraine (フランス語)

アルザス＝ロレーヌ共和国の位置

アルザス＝ロレーヌ共和国（アルザス＝ロレーヌきょうわこく、ドイツ語: Republik Elsaß-Lothringen、フランス語: République d'Alsace-Lorraine）は、第一次世界大戦終結後に、アメリカ合衆国のウッドロウ・ウィルソン大統領の支援のもと存在した短期政権である。

## 概要
帝国時代には、アルザスとロレーヌは帝国構成州エルザス＝ロートリンゲンとして帝国政府の直轄地として扱われていたが、1911年に自治権を勝ち取ったばかりであった。
1918年に発生したドイツ革命の発生による混乱の中、バイエルン王国で労働者による革命が発生し、レーテ共和国が成立した。この知らせがエルザス州都シュトラースブルク（現ストラスブール）で報じられるやいなや、数千の自由主義者がドイツ革命に参加した兵隊の帰還を祝うため、市の中心であるカイザー広場に結集した。
革命軍の手中にあった列車は、すぐ近くの都市ケールで帝国派の主に将校に足止めを食らっていたが、最終的にケールを占領するにいたった。革命軍はさらにシュトラースブルク兵士評議会を設立し、同地を占領した。続いて労働評議会が設立され、ビール工場の労働組合員が議長に就任した。彼らは「ドイツでもフランスでもどっちつかずでもない」をその標語として掲げた。
およそ11日後、アルザス＝ロレーヌ共和国はフランス軍の占領によって解体され、アルザス＝ロレーヌ地方は普仏戦争以来、再びフランスの領土として編入された。